# Jining
Jining (en chino tradicional, 濟寧; en chino simplificado, 济宁; pinyin, Jǐníng; literalmente, «cruce tranquilo») es una ciudad-prefectura en la provincia de Shandong, República Popular de China. Limita al norte con Jinan,al sur con Zaozhuang,al oeste con Heze y al este con la Linyi. Su área es de 10 685 km² y su población de 8 022 900 (2010).
Jining está situada en una zona minera del carbón en el suroeste de Shandong.

## Administración
La ciudad prefectura de Jining administra 2 distritos, 3 ciudades y 7 condados:
- Distrito Shizhong (市中区)
- Distrito Rencheng (任城区)
- Ciudad Qufu (曲阜市)
- Ciudad Yanzhou (兖州市)
- Ciudad Zoucheng (邹城市)
- Condado Weishan (微山县)
- Condado Yutai (鱼台县)
- Condado Jinxiang (金乡县)
- Condado Jiaxiang (嘉祥县)
- Condado Wenshang (汶上县)
- Condado Sishui (泗水县)
- Condado Liangshan (梁山县)